# 網紋原鮡
網紋原鮡，為輻鰭魚綱鯰形目鮡科的其中一種，為溫帶淡水魚類，分布於亞洲阿富汗、印度、西藏、巴基斯坦淡水流域，體長可達24公分，棲息在岩石底質底層水域，生活習性不明。